# Irina Alexeeva
Irina Nikolayevna Alexeeva (em russo: Ири́на Никола́евна Алексе́ева, nascida em 20 de abril de 2002) é uma ginasta artística russa e ex-membro da Seleção Russa. Ela fez parte das equipes que ganharam a medalha de ouro no Campeonato Europeu de Ginástica Artística de 2018 e a medalha de prata no Campeonato Mundial de Ginástica Artística de 2018.

## Vida pessoal
Alexeeva nasceu em Moscou, Rússia, e começou sua ginástica lá treinando com Dina Kamalova, a mesma treinadora da eventual bicampeã olímpica Aliya Mustafina. Em 2010, Alexeeva se mudou para os Estados Unidos quando tinha 7 anos após partida de Kamalova, e retomou o treinamento com ela na Academia Mundial de Ginástica Olímpica, a mesma academia onde as campeãs olímpicas Carly Patterson e Nastia Liukin treinaram e onde a eventual campeã olímpica Madison Kocian estava atualmente.